# Atherigona addita
Atherigona addita este o specie de muște din genul Atherigona, familia Muscidae. A fost descrisă pentru prima dată de Malloch în anul 1923.
Este endemică în Madagascar. Conform Catalogue of Life specia Atherigona addita nu are subspecii cunoscute.